# Zonitis bomiensis
Zonitis bomiensis là một loài bọ cánh cứng trong họ Meloidae. Loài này được Tan miêu tả khoa học năm 1988.